# 颶風菲利克斯
颶風菲利克斯是大西洋有紀錄以來，以五級颶風強度登陸地點最南的熱帶氣旋。它是當年風季第六個被命名的風暴與第二場颶風，同時是當年風季第二個五級颶風。菲利克斯起源於一股東風波，通過向风群岛後迅速發展到五級颶風強度，之後先暫時性失去五級颶風強度，9月4日重回五級颶風強度後，在尼加拉瓜與宏都拉斯交界的大西洋沿岸附近登陸，並造成133人罹難和數億美元的損失，遭到除名。

## 氣象歷史
菲利克斯起源於在8月24日位於非洲西岸的东风波，以每小時23公里的速度向西移動，當時沒有較明顯的對流，令中心難以在衛星雲圖上定位，在潮濕溫暖的海洋環境中形成了零星的雷暴，隔日可見光衛星雲圖可見熱帶擾動的逆時針轉動，熱帶擾動位於熱帶輻合帶北側，適合熱帶氣旋發展，擾動向西移動的同時，對流的強度也增加；在經過幾天沒有重大發展後，在8月30日開始進一步發展，隔日對流明顯增加，飓风猎人觀察出封閉的低層環流，國家颶風中心認定此系統增強為當年北大西洋第六個熱帶性低氣壓。
形成熱帶性低氣壓後，該熱帶性低氣壓位於強烈的副熱帶高氣壓南邊，導致熱帶性低氣壓繼續向西移動，同時偏低的垂直風切變及偏高的海水溫度，導致熱帶性低氣壓持續增強，在通過格林纳达不久後，增強為熱帶風暴，國家颶風中心命名為菲利克斯，之後菲利克斯繼續增強，形成中心密集雲團，並逐漸打開風眼，透過颶風獵人觀測，菲利克斯在9月2日上午增強到颶風強度。

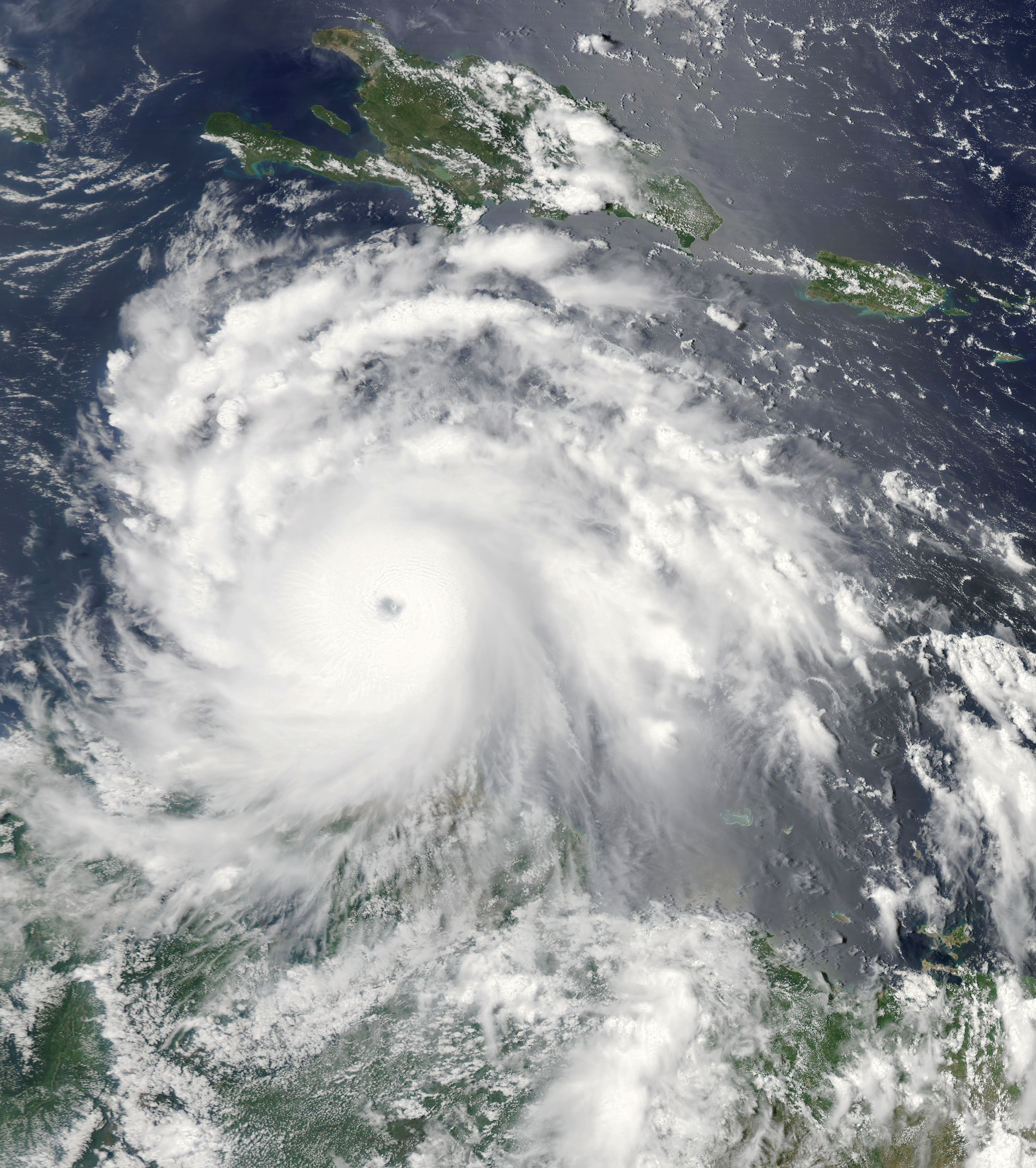
正在快速增強的颶風菲利克斯

在增強為颶風後，菲利克斯從海洋熱含量中吸收能量，使其快速增强並形成清晰可見的風眼，當日便增強為大型颶風，增強為大型颶風後仍繼續快速增強，呈現體育場效應經過颶風獵人的觀察，菲利克斯中心附近最大的一分鐘平均風速為145節，達到五級颶風強度，此時颶風中心位於牙买加京斯敦東南方625公里。
之後向西移動，菲利克斯的風眼直徑僅19公里，在成為五級颶風後七小時仍繼續增強至巔峰，最大一分鐘平均風速為150節，中心氣壓929百帕，最初，國家颶風中心一度預測菲利克斯會進入墨西哥灣然而，颶風移動的路徑較原先預期偏南，隨後進入眼牆置換週期，在此期間颶風一度失去五級颶風強度；在9月4日菲利克斯完成眼牆置換週期，重返五級颶風強度，不過不久後颶風從宏都拉斯和尼加拉瓜附近的海岸進入陸地，在陸地上受到地形影響，強度迅速減弱，很快便失去大型颶風強度，隔日上午便減弱為熱帶風暴，由於地形複雜，菲利克斯在當日便減弱為殘餘低壓，國家颶風中心發出最後一報，隨後殘餘低壓進入墨西哥境內消散。

## 防災措施

位於加勒比海的颶風菲利克斯

在菲利克斯成為熱帶氣旋後，熱帶風暴警告在圣文森特和格林纳丁斯、多巴哥和格林纳达生效多巴哥國家緊急事務管理局啟動的79個避難所，隨者熱帶性低氣壓增強為熱帶風暴，熱帶風暴警告也在ABC群島生效，同時颶風觀察預警也在這些島嶼生效，島上有些遊客趕在颶風來臨前搭飛機離開，熱帶風暴觀察預警一度在牙買加生效，不過路徑偏南，熱帶風暴警告沒在當地生效，到了9月2日熱帶風暴觀察預警在大開曼生效，隔天熱帶風暴警告在普羅維登西亞島生效；9月3日颶風觀察預警開始在危地马拉生效
在世界標準時間9月3日上午3時，颶風觀察預警在利蒙到洪都拉斯與尼加拉瓜的交界生效，在六小時後颶風警告在該地生效。同時，颶風觀察預警向西延伸至洪都拉斯與危地馬拉的邊界，到了隔天熱帶風暴警告在該地區生效，當地政府協助在靠近海岸線的低窪地區居民撤離，大約有2000人從沿海地區撤離，在颶風登陸時，宏都拉斯約有，宏都拉斯約有2萬人撤離到更安全的地區。
在世界協調時間9月3日下午3時，颶風警告在卡貝薩斯港以北到尼加拉瓜邊境沿海生效，之後熱帶風暴警告從該港口到普林薩波卡間沿海生效，在颶風來臨之前，當地政府準備了14萬磅的應急物資。

## 影響

### 加勒比海群島

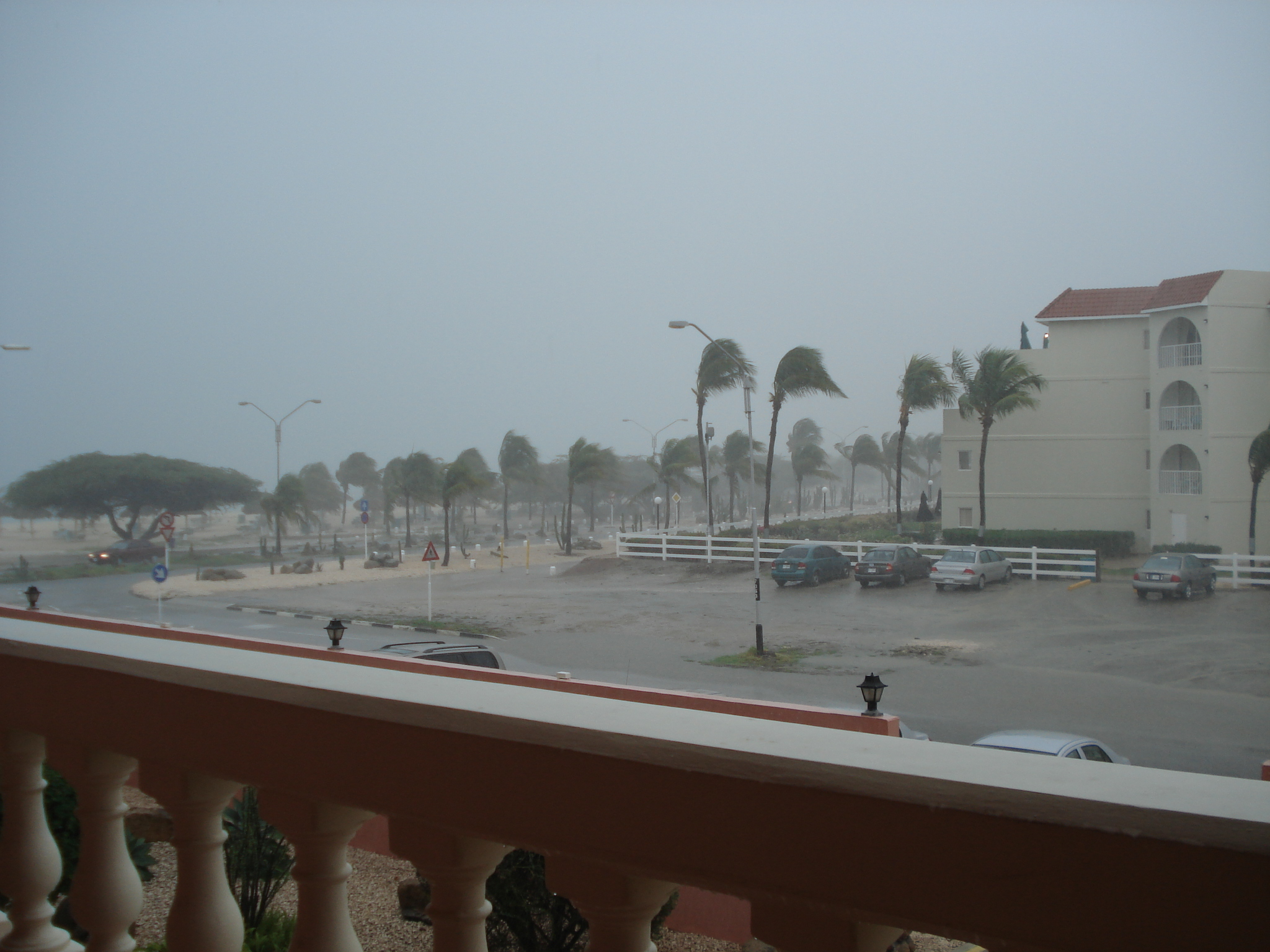
阿魯巴正遭受颶風肆虐

在世界協調時間9月1日，巴巴多斯的測站測得每小時74公里的陣風，同時圣文森特岛測得每小時71公里的陣風；風暴造成大雨，在特立尼达岛造成泥石流與洪水氾濫，有些橋梁遭到沖毀，大風也導致數棟建築物受損；風暴對多巴哥岛的破壞集中在該島北部，有幾處山坡地發生了土石流，經濟損失估計為25萬特立尼达和多巴哥元，在格林纳达，菲利克斯摧毀了多條電線以及兩棟房屋的屋頂，引發的大浪摧毀在海上拋錨的船；在圣卢西亚，一家商店的屋頂被吹掀，吹掀的屋頂破壞十二輛汽車。
在ABC群島，颶風導致大風大雨，在博奈尔的破壞較少，在库拉索造成了淹水，在阿魯巴有一棟房屋被摧毀，該島北部發生停電情況，此外颶風在委內瑞拉產生三公尺的巨浪，該國的卡貝略港有一人因此失蹤。

### 中美洲

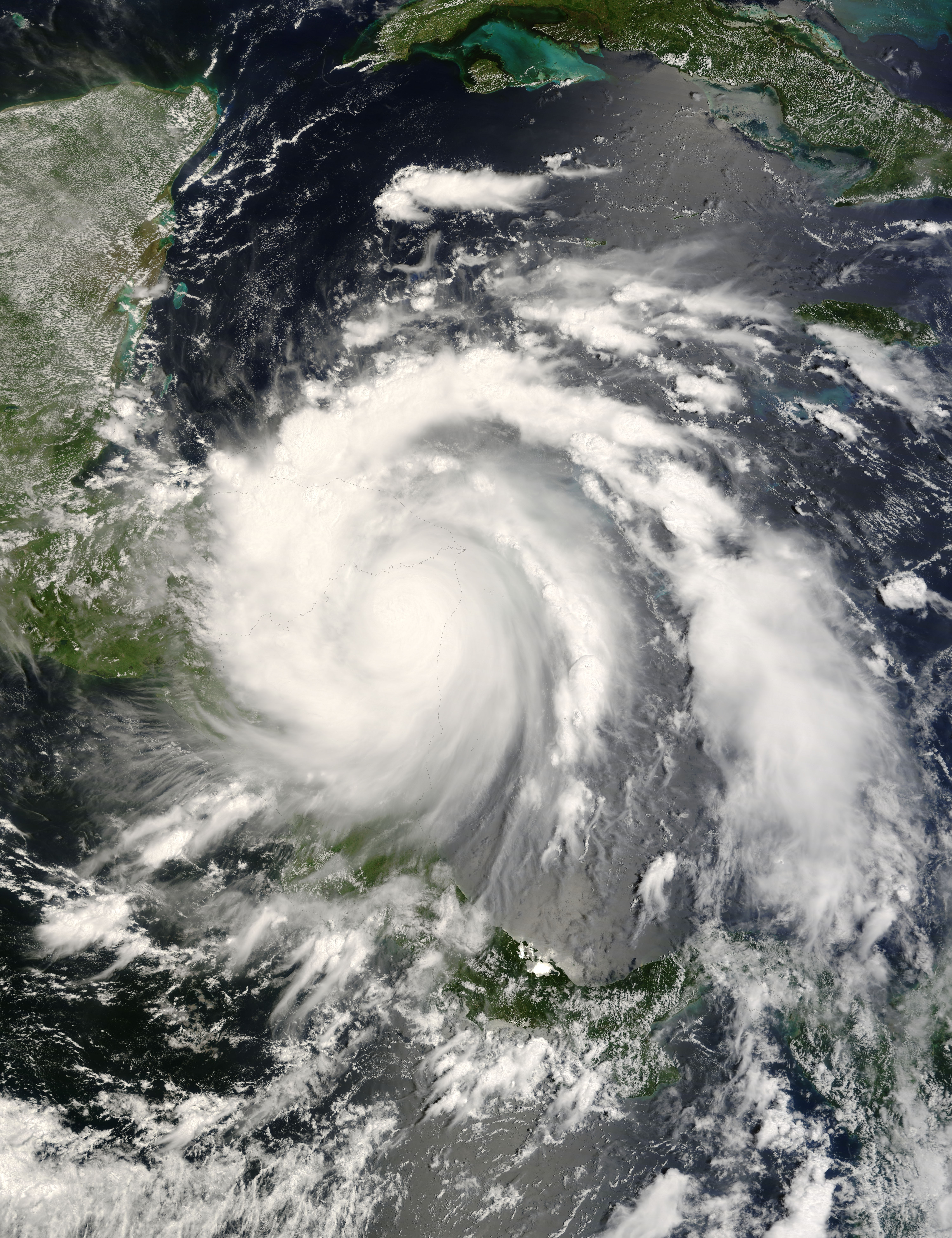
菲利克斯登陸尼加拉瓜

菲利克斯以五級颶風強度登陸後，在宏都拉斯與尼加拉瓜造成嚴重破壞，卡貝薩斯港的屋頂幾乎全部被吹掀；在蚊子海岸，菲利克斯所帶來的洪水和土石流摧毀的許多房屋，也造成高速公路的中斷，在卡貝薩斯港是災情最嚴重的地方，米斯基托珊瑚礁幾乎全部被摧毀。
根據新聞報導，133名罹難人士中，有130人在尼加拉瓜，其餘3人在宏都拉斯，但這些數據不包含失蹤者，估計在海上有數百名失蹤者，其中僅有少數失蹤者被沖到蚊子海岸倖存；根據官方資料，至少有40,000人受災，並摧毀了9,000所房屋，其中大多數在尼加拉瓜卡貝薩斯港，政府也發出了災難狀態，當地幾乎完全與外界隔絕；災難發生後的第二天，當地總統到卡貝薩斯港勘災，該國的經濟損失達到134億尼加拉瓜科多巴。
在宏都拉斯亦出現洪水，兩條河流氾濫造成農田被淹，農業損失達到68.28億宏都拉斯倫皮拉。

## 善後及後續
由於菲利克斯造成嚴重的經濟損失，联合国提供了4800萬美元的救助給受災地區，而美利堅合眾國聯邦政府提供了117萬美元的援助，欧洲联盟也提供了100萬欧元的援助，除金錢援助外，也有物資援助送往受災地區；另外，由於菲利克斯在尼加拉瓜造成廣泛的破壞，菲利克斯在2008年5月13日遭到世界氣象組織除名，由費爾南德取代。